# Realdania
Realdania er en forening med omkring 155.000 medlemmer. Dens mål er at skabe livskvalitet for alle gennem det byggede miljø i Danmark.
Realdania har tidligere kaldt sig en fond, men virksomheden er teknisk set en erhvervsdrivende forening, som man kan blive medlem af, hvis man ejer fast ejendom i Danmark. Foreningen hed først ”Foreningen Realdanmark”, siden ”Fonden Realdania” og hedder nu blot ”Realdania”.
Målt på kapital er Realdania verdens 37. største velgørende fond eller stiftelse og verdens største fond med det bebyggede areal som støtteområde.

## Formål
Ifølge fundatsen fokuseres blandt andet på livskvalitet i husene og mellem husene og dermed på det liv, der leves i by og på land. Realdanias formål er ifølge vedtægterne:
- at støtte almennyttige og almenvelgørende formål, primært inden for det byggede miljø og bredt fordelt i Danmark – samt i særlige tilfælde i udlandet,
- at erhverve kapitalandele i virksomheder, der udøver aktiviteter inden for det byggede miljø,
- at præstere tjenesteydelser med tilknytning til det byggede miljø,
- at erhverve og opføre fast ejendom med henblik på at bevare bygningsarven og udvikle byggeriet,
- og at drive investeringsvirksomhed.

## Historie
I år 2000 solgte Foreningen Realdanmark sine realkreditaktiviteter og bankaktiviteter til henholdsvis Danske Bank og BG Bank.
Handlen foregik ved, at foreningen byttede sine aktier i holdingselskabet Realdanmark A/S med Danske Bank-aktier for 10 milliarder kroner. Da handlen blev bekendtgjort, steg Danske Banks aktier til det dobbelte. Foreningen Realdanmark havde så en formue på 20 milliarder kroner.
Formuen var opstået gennem en årrække via driften af kreditforeningen, aktieudbytte fra ejerskabet af virksomheder og afkastet af formuen. Alle midlerne, der direkte havde med kreditforeningen at gøre, herunder reservefonde m.v., forblev i kreditforeningen i den nye koncernstruktur med Danske Bank som ejer.
Ifølge Lov nr. 571 om Realkredit af 15. august 1989, paragraf 76, måtte disse penge ikke udbetales til medlemmerne. I bemærkningerne til loven stod: ”Bestemmelsen forhindrer således ikke, at foreningen omdannes til en fond.” Den daværende bestyrelsesformand for Foreningen Realkredit Danmark, Jørgen Nue-Møller, skriver i sine erindringer, at han ønskede en helt ny form for virksomhed. Man fortsatte derfor som en foreningsejet virksomhed samtidigt med, at man på generalforsamlingen i 2000 vedtog en ny formålsbestemmelse om at tjene et almennyttigt formål.
Alle, der ejer fast ejendom i Danmark, kan blive gratis medlemmer af foreningen Realdania.

## Aktiviteter
Realdanias primære aktivitet er at uddele filantropisk støtte til forskellige projekter, der understøtter en filantropisk strategi. Der er tale om både konkrete fysiske projekter som f.eks. byggerier og byudvikling og bredere indsatser som f.eks. bedre indeklima i skolerne, flere seniorbofællesskaber og en række indsatser i forhold til klimaet.
Realdanias aktiviteter kan fordeles på egen virksomhed, virksomheder som man kontrollerer, f.eks. to datterselskaber, eller organisationer, som man (for eksempel gennem oprettelse af en fond eller dannelse af et partnerskab)øver indflydelse på.
Realdanias to datterselskaber er ”Videnscentret Bolius” og "Realdania Byg og By".

### Videnscentret Bolius
Selskabet blev stiftet i 2002 og har til formål at forbedre livskvaliteten for alle ved at gøre viden om boligen tilgængelig og anvendelig. Det er et center, hvis formål er at gøre viden om boligen tilgængelig og anvendelig for alle.
Bolius driver bolius.dk, der udgiver et gratis boligmagasin, skriver artikler for andre medier og fungerer som sekretariat for Realdanias kampagner som f.eks. ”Radon” og er medejer af virksomheden Danske Boligarkitekter. Bolius giver et underskud, som Realdania dækker.

### Realdania By & Byg
Selskabet blev stiftet i 2003 og investerer i arealudvikling, drift af ejendomme, bæredygtigt eksperimenterende byggeri og restaurering. Selskabet ejer bl.a. en lang række huse tegnet af toneangivende danske arkitekter. Realdania By & Bygs samling af eksempler på arkitektur og byggeskik består af godt 50 historiske huse, der repræsenterer dansk bygningskultur gennem 500 år.
Realdania By og Byg rummer desuden en række aktiviteter. Mens Realdania selv er bygherre på egne projekter som BLOX, Lille Langebro, Kvæsthusprojektet og mange andre, er bygherrevirksomheden placeret i Realdania By og Byg.
Under Realdania By og Byg findes yderligere et ejendomsselskab og et udviklingsselskab.
Derudover er Realdania By & Byg involveret i store 4 byudviklingsprojekter ejet i partnerskab med fire kommuner, og selskabet har været involveret i en række eksperimenterende byggerier.

#### Andre virksomheder
Realdania sidder i bestyrelsen for en række organisationer, f.eks.:
- Innovationsinitiativet BLOXHUB er en forening med Realdania repræsenteret i bestyrelsen, og hvor Realdania dækker underskuddet. BLOXHUB er stiftet af Erhvervsministeriet, Københavns Kommune og Realdania.
- Dansk Arkitektur Center (DAC)drives i et partnerskab med flere ministerier. Realdania betaler langt størstedelen af udgifterne til DAC.
- Royal Arena, som er ejet af Realdania og Københavns Kommune i fællesskab.

Endelig støtter og huser Realdania Boligøkonomisk Videncenter der er et fagligt, upartisk og neutralt initiativ, der skal være med til at kvalificere den boligøkonomiske debat i Danmark. Herudover støtter Realdania International Federation for Housing and Planning.
Realdania har bidraget til mange projekter som: istandsættelse af Grevinde Danner stiftelsen, Musikkens Hus i Nordjylland, Kulturhavn Kronborg, færdiggørelsen af DR's koncertsal, istandsættelse af Ballonhangaren på Islands Brygge og mange andre.

### Udvalgte projekter
- (2006-2018) BLOX (tidl. Bryghusprojektet) i København[6]
- (2010-2015) Kvæsthusprojektet i København[7]
- (2014 – 2025) C40-netværket. Bidrag til det globale klimanetværk mellem en række verdens største byer.[8]
- (2013–2016)Vadehavscentret[9]
- (2019 – 2020) DK2020 Dansk klimaindsats, hvor 20 danske kommuner laver klimahandlingsplaner op mod Parisaftalens mål[10]
- Skole+[11] og Drøn på Skolegården[12] – to indsatser for at indrette skoler og skolegårde, så børn bevæger sig mere.
- (2012 – 2017) Vendsyssel Teater[13]
- (2011 – 2021) Underværker. Støtte til projekter udviklet af frivillig[14]
- (2016 – 2020) Holmegaard Glasværk[15]
- (2016 - )Seniorbofællesskaber[16]
- (2016 – 2021) Tøndermarsk Initiativet. Udvikling af Tøndermarsken i samarbejde med Tønder Kommune[17]
- (2011-2015) Urban Mediaspace[18]
- (2010-2020) Thomas B. Thriges Gade i Odense[19]
- (2009-2010) Tolne Skovpavillon[20]
- (2008-2012) Fremtidens Herregård[21]
- (2008) Den Blå Planet, Danmarks Akvarium[22]
- (2007-2012) Mulighedernes Land (Udvikling i Danmarks yderområder)[23]
- (2010-2014) Musikkens Hus i Aalborg[24]
- (2004) Herregården Nørre Vosborg Overtaget af Realdania Byg i 2004[25]
- (2006-2010) Fremtidens Landbrugsbyggeri[26]
- (2006-2009) Herregårdshaver[27]
- (2006-2014) Københavns Befæstning[28]
- (2005-2009) Det Gode Hospice[29]
- (2004-2013) Kulturhavn Kronborg [30]
- (2004-2006) Bispebjerg Bakke [31]
- (2002) Bedre byrum[32]
- (2008-2012) Dannerhuset[33]
- (2003-2014) Musikkens hus i Nordjylland[34]
- (2004 – 2013) Kulturhavn Kronborg[35]
- (2004-2009) DRs koncertsal[36]
- (2017-2021) Ballonhangaren[37]

## Realdanias økonomi
Realdanias formue er placeret i et investeringsselskab, som primært ejer værdipapirer. (Realdania kalder aktiviteterne i investeringsselskabet for sine kommercielle aktiviteter.)
Formuen giver hvert år et afkast. Af dette betales der skat. Almennyttige fonde er fritaget for skat af deres uddelinger, men Realdania er en privat virksomhed og skal betale skat. I runde tal har Realdania siden starten betalt 250 millioner i skat årligt. Dernæst afholdes udgifter til administration og løn. Disse udgifter er vokset fra 50 millioner ved starten i 2001 til 114 millioner i 2018, oplyst af Realdania. Et beløb afsættes til at opretholde formuen.
Og endelig foretages der uddelinger til de filantropiske aktiviteter. Fra starten til i dag (2019) har Realdania uddelt knap 19 milliarder kroner. Størstedelen er gået til egne aktiviteter og egne virksomheder.
Realdania har haft enkelte store tab. Man holdt fast i sine Danske Bank aktier, som faldt voldsomt i værdi i forbindelse med finanskrisen. I perioden frem mod 2015 solgte Realdania hele den oprindelige aktieposition for at reducere risiko og sprede investeringerne. Salget skete over flere etaper. Danske Bank aktien har – til trods for de store tab i 2008 og 2009 – leveret betydelige udbytter og kursgevinster til foreningen i de år, foreningen ejede aktierne.
Realdanias egenkapital er svindende. De oprindelige 20 milliarder er i dag knap 22 milliarder i løbende priser. Målt i faste priser er formuen svundet til godt 15 milliarder. Realdania har meddelt, at der fremover vil blive uddelt mindre end det hidtidige gennemsnit på omkring en milliard om året. I 2019 forventes uddelt en halv milliard kroner.

## Bestyrelse og direktion

### Bestyrelse
Realdanias bestyrelse består af 11 personer, som vælges af repræsentantskabet.
- Bestyrelsesformand Michael Brockenhuus-Schack
- Næstformand Carsten With Thygesen

### Direktion
Direktionen i Realdania består af tre personer:
- Adm. Direktør (CEO) Jesper Nygård
- Filantropidirektør (CPO) Nina Kovsted Helk
- Investeringsdirektør (CIO) Kenneth Lillelund Winther.

## Kritik
Realdania er igennem årene blevet kritiseret fra flere sider. Væsentlige kritikpunkter har været:
- At Realdania har forvaltet sin formue dårligt. Dette på baggrund af de store tab på Danske Bank aktierne og Dania Capital, idet egenkapitalen blev mere end halveret fra 27,7 milliarder kroner i 2007 til 13 milliarder kroner i 2008 [40]
- At der mangler en fornuftig ledelsesstruktur (Corporate Governance) i Realdania: Det er de samme personer, der bevilger pengene, som bruger dem[41].
- Det blev kritiseret, at Jesper Nygård gik fra at være bestyrelsesformand til at blive ansat som direktør[42]
- At demokratiet i Realdania ikke fungerer godt. I den forbindelse også, at medlemmerne forlader Realdania. Den gamle kreditforening havde 500.000 medlemmer. 250.000 fortsatte som medlemmer af Realdania. I dag er der godt 155.000 medlemmer (2019)[43]
- At Realdania er en lukket fest. Realdania bruger et mindre antal virksomheder som leverandører, og arkitektkonkurrencer afholdes som begrænset udbud[44].
- At Realdania er for magtfuld, hvad der fremgik af en serie artikler i Politiken i 2010[45]
- Realdanias bygning BLOX til 2 milliarder på Christians Brygge i København blev kritiseret i meget hårde vendinger blandt andet i Politiken og i the Guardian[46]
- Herreløse penge: Det er blevet sagt, at Realdanias formue ligesom formuerne i lignende omdannede, foreningsejede finansielle virksomheder er ”herreløse penge”. Formuerne er opsparet af medlemmerne, men de må ikke tilbagebetales til medlemmerne og tilhører derfor så at sige ingen. De tilhører heller ikke de pågældende virksomheder, foreninger eller ledelsen i disse.

Navnlig Jørn Astrup Hansen har i en række artikler i Finans/Invest, 2014, 4, kritiseret de virksomhedskonstruktioner og forretningsformer, der er kommet ud af disponeringen af de herreløse penge.